# Vajushti de Kartli
Vajushti Bagration (en georgiano: ვახუშტი; Tiflis, 1696-Moscú, 1757) fue un geógrafo, historiador y cartógrafo georgiano, así como príncipe real (batonishvili) de Kartli y miembro de la dinastía Bagrationi.
Era el hijo ilegítimo del rey Vajtang VI de Kartli.
Sus principales obras históricas y geográficas son la Descripción del Reino de Georgia y el Atlas Geográfico, que en 2013 fueron incluidos en el programa Memoria del Mundo de la UNESCO.